# Gerard Escoda
Gerard Escoda (ur. 8 września 1970 w Escaldes-Engordany) – andorski narciarz alpejski, czterokrotny olimpijczyk. Brał udział w igrzyskach w roku 1988 (Calgary), 1992 (Albertville), 1994 (Lillehammer) i 1998 (Nagano). Nie zdobył żadnych medali.

## Zimowe Igrzyska Olimpijskie 1988 w Calgary
| Konkurencja   | I zjazd | I zjazd | II zjazd | II zjazd | Klas. końcowa | Klas. końcowa |
| Konkurencja   | Czas    | Miejsce | Czas     | Miejsce  | Punkty        | Miejsce       |
| ------------- | ------- | ------- | -------- | -------- | ------------- | ------------- |
| Slalom gigant | 1:13,84 | 54.     | AC       | DQ       | AC            | DQ            |
| Slalom        | AC      | DNF     | -        | -        | AC            | DNF           |
| Supergigant   |         |         |          |          | AC            | DNF           |

## Zimowe Igrzyska Olimpijskie 1992 w Albertville
| Konkurencja   | I zjazd | I zjazd | II zjazd | II zjazd | Klas. końcowa | Klas. końcowa |
| Konkurencja   | Czas    | Miejsce | Czas     | Miejsce  | Punkty        | Miejsce       |
| ------------- | ------- | ------- | -------- | -------- | ------------- | ------------- |
| Slalom gigant | 1:10,70 | 41.     | 1:07,99  | 37.      | 2:18,69       | 36.           |
| Slalom        | 57,35   | 39.     | 57,36    | 31.      | 1:54,71       | 32.           |
| Supergigant   |         |         |          |          | AC            | DQ            |

## Zimowe Igrzyska Olimpijskie 1994 w Lillehammer
| Konkurencja   | I zjazd | I zjazd     | II zjazd | II zjazd     | Klas. końcowa | Klas. końcowa |
| Konkurencja   | Czas    | Miejsce     | Czas     | Miejsce      | Punkty        | Miejsce       |
| ------------- | ------- | ----------- | -------- | ------------ | ------------- | ------------- |
| Slalom gigant | AC      | DNF         | -        | -            | AC            | DNF           |
| Slalom        | AC      | DNF         | -        | -            | AC            | DNF           |
| Supergigant   |         |             |          |              | 1:38,77       | 44.           |
| Kombinacja    | 1:41,93 | 40. (zjazd) | AC       | DNF (slalom) | AC            | DNF           |

## Zimowe Igrzyska Olimpijskie 1998 w Nagano
| Konkurencja   | I zjazd | I zjazd | II zjazd | II zjazd | Klas. końcowa | Klas. końcowa |
| Konkurencja   | Czas    | Miejsce | Czas     | Miejsce  | Punkty        | Miejsce       |
| ------------- | ------- | ------- | -------- | -------- | ------------- | ------------- |
| Slalom gigant | 1:25,23 | 33.     | AC       | DNF      | AC            | DNF           |
| Slalom        | AC      | DNF     | -        | -        | AC            | DNF           |